# Шарл III (Франция)
Шарл III Простовати (на френски: Charles III, le Simple; * 879, † 929) е крал на Франция от Каролингската династия, управлявал от 898 до 922 г.

## Произход и детство
Син е на Луи II и втората му съпруга Аделаида от Фриули.
Когато е на пет години, умира неговият по-голям полубрат крал Карломан II (866 – 884). В годините на малолетието му, графовете се стремят да вземат всеки от другия в неумерена алчност, и всеки заграбва каквото може. Никой не се грижи за краля и за охрана на кралството. В това време норманите жестоко грабят крайбрежните области. Накрая, синьорите започват да се съвещават, за да изберат крал, и, тъй като Шарл е малък, предават престола на графа на Париж Одо. Но не всички приемат този избор. Фулкон, архиепископ на Реймс, обявява Одо за узурпатор и 28 януари 893 година в абатство Сен Реми тържествено помазва Шарл и го провъзгласява за крал.

## Крал на Франция (898 – 922)

### Война с Одо Парижки
В започналата след това война победата е за Одо. Той завзема Реймс и отблъсква Шарл в Лотарингия. Шарл мисли да извика норманите, но Фулкон спира гибелната идея. През 897 г. противниците се помиряват. Одо приема Шарл, прощава на неговите привърженици и му предава Лаон. Договарят се, че Шарл наследява бездетния Одо. След година Одо умира (вероятно убит), и Шарл безпрепятствено получава престола. Кралството му включва териториите на днешна Франция, въпреки че той е принуден да отстъпи Нормандия на викингите.

### Битка при Соасон
През 922 г. недоволни барони обявяват Робер I, брат на Одо, за крал. В битката при Соасон (923) Робер е убит, но и Шарл е победен. За крал е обявен владетелят на Бургундия Раул, а Шарл е затворен в затвора в Перон, където умира на 7 октомври 929 г. Синът му по-късно е коронясан като Луи IV.

## Фамилия
Първи брак: на 16 април 907 г. в Лаон с Фредеруна (* 887, † 10 февруари 917, Лотарингия), дъщеря на Дитрих (Теодерих) († сл. 929), граф на Ингелхайм във Вестфалия, и на Регинлинда от Дания († 11 май сл. 929). Тя е сестра на Света Матилда (* 896, † 14 март 968), която се омъжва се през 909 г. за по-късния източнофранкски крал Хайнрих I Птицелов. Двамата имат шест дъщери:
- Ерментруда (* 908/909, † 26 март сл. 949), омъжена за Готфрид I († 949), лотарингски пфалцграф (Матфриди)
- Гизела (* 908 – ?), омъжена вер. от 912 г. за Роло († 931 или 932), първият херцог на Нормандия (Нормандска династия)
- Фредеруна (* ок. 910 – ?)
- Ротруда (* 910 – ?)
- Аделаида (* 911 – ?), омъжва се между 920 и 924 г. за Раул I, граф на Гуи
- Хилдегарда (* 914 – ?)

Втори брак: през 917 г. за английската принцеса Огива Уеска, дъщеря на английския крал Едуард Старши. Те имат син:
- Луи IV (* 10 септември 920 или 921; † 10 септември 954) крал на Западно-Франкско кралство (936 – 954)